# Capella de Sant Llorenç
La Capella de Sant Llorenç de Llagostera és una capella situada al cim del Turó de la Capella (180 metres) inclosa en l'Inventari del Patrimoni Arquitectònic de Catalunya. L'edifici ha estat molt transformat al llarg del temps. Actualment presenta planta rectangular, parets portants de pedra morterada amb carreus de pedra ben tallada a les cantonades. Coberta a dos vessants. Es conserven els pilars de pedra morterada que sostenien la coberta d'embigats de fusta del porxo d'entrada. Destaquem la porta llinda horitzontal i motllura igual a la dels brancals. També és notable una finestra conopial amb decoracions esculpides amb forma d'estrelles lobulades d'arrel romànica. Es conserva l'espadanya amb la campana de la capella. Està dedicada al màrtir sant Llorenç i té uns goigs dedicats.

## Història
La capella primitiva de Sant Llorenç ha estat notablement alterada en ser adaptada a masia. Es va afegir una crugia lateral i es va continuar l'edificació per la seva part posterior i així va desaparèixer l'absis de l'església. Fins a la seva transformació fou l'església del veïnat de Sant Llorenç.